# Fujiwara no Ariko
Fujiwara no Ariko (三条有子), (1207 – 2 mars 1286) est une impératrice consort du Japon. Elle est la consort de l'empereur Go-Horikawa.

## Source de la traduction
- (en) Cet article est partiellement ou en totalité issu de l’article de Wikipédia en anglais intitulé « Fujiwara no Ariko » (voir la liste des auteurs).